# Херман фон Висман
Херман фон Висман (на немски: Hermann Leopold Wilhelm Ludwig von Wissmann) е германски колониален офицер, изследовател на Африка.

## Младежки години (1853 – 1880)
Роден е на 4 септември 1853 година във Франкфурт на Одер, Прусия (днес Германия). Завършва гимназия в Ерфурт, след което постъпва в Пруския кадетски корпус, служи като кадет в пехотен полк в Мекленбург, а през 1874 става лейтенант. През 1880 се запознава с изследователя на Ангола Паул Поге и двамата организират експедиция в Централна Африка, като Висман става първият европеец пресякъл Африка от запад на изток.

## Експедиции в Централна Африка (1880 – 1891)

### Първо пресичане на Африка от запад на изток (1880 – 1882)
През 1880 – 1882 участва в експедицията на Паул Поге, с когото достига до Касонго (Нянгве, 4°30′ ю. ш. 26°40′ и. д. / 4.5° ю. ш. 26.666667° и. д.). Оттам Поге се завръща на западното крайбрежие, където две години по-късно умира, а Висман през езерото Танганика през ноември 1882 достига до Индийския океан, като по този начин извършва първото пресичане на Африка от запад на изток.
През април следващата година Висман чете доклад за резултатите от експедицията на заседание на „Африканското дружество в Германия“, а след това подробно описва своето презафриканско пътешествие в книгата: Unter deutscher Flagge quer durch Afrika von West nach Ost, Berlin, 1889 (в превод „Под немски флаг през Африка от запад на изток“)

### Експедиция в Конго (1884 – 1885)
Скоро след завръщането си от своето презафриканско пътешествие Висман започва да планира нова експедиция в Африка, целта на която е изследването на басейна на река Касаи. Фондовете на „Африканското дружество в Германия“ по това време са силно изтощени и то не може да му окаже материална помощ. Тогава Висман се обръща с молба към белгийския крал Леополд II, който прекрасно осъзнава значението от откриването на пряк воден път от южната част на басейна на Конго към вече намиращото се под негов контрол средно течение на огромната река. Кралят охотно зачислява Висман на служба в белгийския отдел на „Международната асоциация за изследване и цивилизация на Централна Африка“ и му предоставя в негово разпореждане значителни средства. Освен Висман в новата експедиция вземат участие още четири германски офицери: лейтенант Курт фон Франсоа – в качеството си на топограф и метеоролог, военният лекар Лудвиг Хайнрих Волф – в качеството си на антрополог, лейтенант Франц Мюлер, на когото са поръчани ботаническите и геоложките наблюдения, и неговият брат, лейтенант Ханс Мюлер, а също и няколко души спомагателен персонал.
През януари 1884 експедицията тръгва от Луанда и през февруари достига до Маланже (9°33′ ю. ш. 16°20′ и. д. / 9.55° ю. ш. 16.333333° и. д.). През юли продължава на североизток, пресича реките Кванго, Квилу и Касаи при Чикапа (6°30′ ю. ш. 20°40′ и. д. / 6.5° ю. ш. 20.666667° и. д.). Нагоре по течението на Касаи, след устието на река Чикапа Висман открива водопада Поге. През ноември германците достигат до резиденцията на вожда Каламба Мукенге на река Лулуа (десен приток на Касаи). В долината ѝ, на 5°55′ ю. ш. 22°25′ и. д. / 5.916667° ю. ш. 22.416667° и. д., Висман основава град Лулуабург (сега Кананга), откъдето неговите спътници предприемат няколко радиални маршрута. В края на май 1885 от Лулуабург експедицията в намален състав (Франц Мюлер умира), но съпровождана от любознателния Мукенге и неговите воини, се спуска по Лулуа и Касаи и в средата на юни, на 4°10′ ю. ш. 20°25′ и. д. / 4.166667° ю. ш. 20.416667° и. д., открива устието на десния ѝ приток река Санкуру (около 1000 км). В началото на юли отрядът преминава устието на левия приток Кванго и на десния Фими, в средата на юли 1885 достига до Конго и по нея се спуска до Леополдвил (Киншаса).
Експедицията на Висман постига извънредно важни географски резултати. Тя не само установява принципиално схемата на хидрографската система на Касаи, но и сравнително точно топографски заснема целия изминат път, в т.ч. средното и долно течение на Касаи от устието на Лулуа до устието на реката. Картографски са фиксирани устията на няколко големи притока на Касаи: Санкуру, Лванге, Кванго, Фими и други. Курт фон Франсоа прави първите измервания на дебита на реката. Събрани са богати етнографски и естественоисторически материали. През 1888 в Лайпциг е издаден обемист съвместен труд на Висман, Волф, Франсоа и Ханс Мюлер, под заглавието Im Innern Afrikas (в превод „Във вътрешна Африка“).

### Второ пресичане на Африка от запад на изток (1886 – 1887)
През 1886 – 1887 извършва второ пресичане на Африка от запад на изток. През април 1886 г. заедно с Лудвиг Хайнрих Волф се изкачва по Касаи на около 100 км нагоре от устието на Лулуа, където открива водопада Висман. Известно време се занимава с колонизаторска дейност по бреговете на Лулуа, като извършва неуспешен опит да разузнае горното течение на река Санкуру. След това продължава на изток, достига до езерото Танганика и през езерото Няса и река Шире се спуска до Замбези и по нея до Индийския океан.
Това си пътешествие Висман описва в книгата Meine zweite Durchquerung Äquatorial-Afrikas vom Kongo zum Zambesi während der Jahre 1886 und 1887, Frankfurt a. O., 1891 (в превод „Моето второ пресичане на Екваториална Африка от Конго до Замбези през 1886 – 1887“).

## Колониална дейност и последни години (1888 – 1905)
През следващите години, с подкрепата на германското правителство, Висман предприема усилена дейност по колонизирането на Германска Източна Африка (сега Танзания) и в периода 1888 – 1894 възглавява множество военни експедиции за потушаване на бунтове на местни племена и за изследване, картографиране и опознаване на колонията.
На 1 май 1895 Висман е назначен за губернатор на Германска Източна Африка, която длъжност заема до 3 декември 1896, като през този период продължава активната си дейност по завладяването и опознаването на новата колония. Поради заболяване напуска губернаторския пост в Африка и се връща в Германия.
През 1896 – 1897 посещава Русия, а през 1898 – 1899 – Южна Африка.
През 1900 Висман е представител на Германия на ловната конференция в Лондон, която се занимава с опазването на дивата природа на Африка.
През 1899 се премества в личното си имение във Вайсенбах-Лицен в Щирия, Австрия, където на 15 юни 1905 загива при ловен инцидент.

## Памет
Неговото име носят водопад на река Касаи, улици в повече от 20 германски града – Берлин, Хамбург, Дюселдорф, Касел, Кьолн, Мюнхен и други и паметник в град Бад Лаутерберг.

## Трудове
- Unter deutscher Flagge quer durch Afrika von West nach Ost, Berlin, 1889;
- Meine zweite Durchquerung Äquatorial-Afrikas vom Kongo zum Zambesi während der Jahre 1886 und 1887, Frankfurt a. O., 1891;
- Im Innern Afrikas”, Leipzig, 1888.